# Прогресс 4 (моторная лодка)

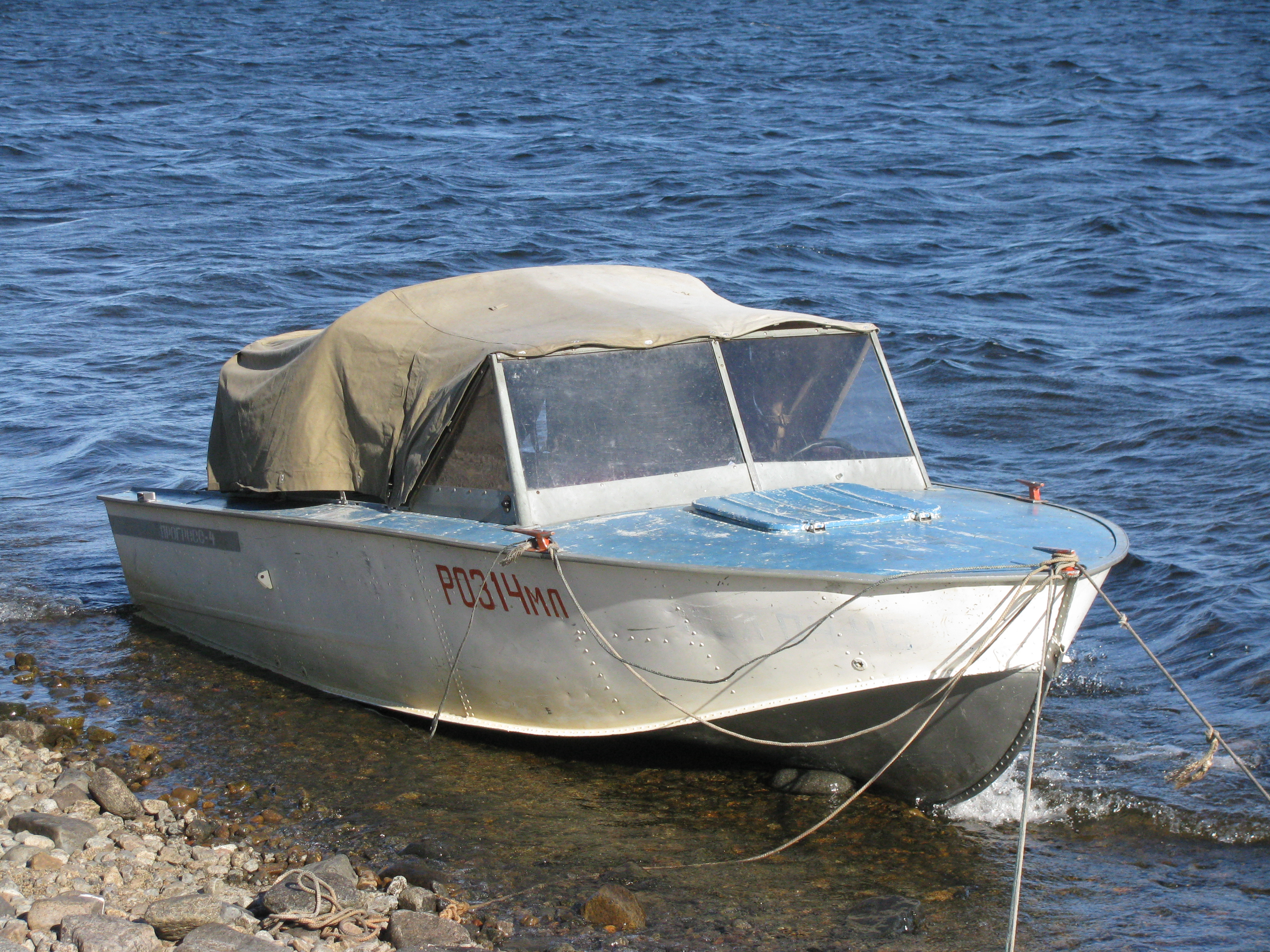
«Прогресс-4» с натянутым тентом на Ловозере

«Прогресс-4» — серия моторных лодок, производилась в СССР в различных модификациях с 1972 года на заводе АО РКЦ Прогресс.
Серийно выпускались модификации «Прогресс-4» и «Прогресс-4Л».
В зависимости от оборудования моторная лодка «Прогресс» может быть использована для дневных прогулок 4—5 человек, длительных туристических поездок 2—3 человека, для рыболовов-любителей.
Район плавания — речной, с волнением водной поверхности не выше трех баллов. Прогресс-4 стали использовать и при передвижении по морю, однако при такой эксплуатации сильно корродировал дюралюминиевый сплав мотолодки, что требовало тщательного ухода за состоянием мотолодки.
Моторная лодка может оснащаться подвесным мотором до 30 л.с. При усилении транца возможна установка мотора большей мощности или спарки моторов различной мощности. Грузоподъемность — 475 кг.

## Технические характеристики
- Длина — 4,69 м;
- Ширина — 1,72 м;
- Высота борта на миделе — 0,69 м;
- Сухой вес корпуса —190 кг;
- Грузоподъемность — 475 кг;
- Вес полностью загруженной лодки не должен превышать 700 кг;
- Килеватость днища на транце — 7°
- Осадка груженой лодки (5 человек) — 0,25 м;

С 1971 года Куйбышевский авиазавод провел испытания усовершенствованной модели мотолодки — «Прогресс-4». Эта лодка отличалась от старой Прогресс-2 множеством изменений, которые в целом стали выдающимися на тот момент. Радикально улучшены обводы (использовались мотивы обводов американских торпедных катеров Elco 80 Patrol Torpedo PT-103), поднята «скула», увеличена килеватость, что улучшило мореходность. «Прогресс-4» уже не упирался носом в попутную волну, увеличилась всхожесть и плавность хода навстречу волне. Появился отличный широкий самоотливной рецесс для двигателя, под которым расположился удобный отсек для топливных баков, куда помещаются два стандартных бака по 22 литра. «Прогресс-4» комплектовался мягкими сиденьями со съёмными подушками, которые раскладывались прямо на пайолы обеспечивая «поляну» для ночлега. Недостатков у нового «Прогресса» немного. Основные — всё-таки обводы сделали не достаточно килеватыми, всё ещё силён эффект плоского дна — «Прогресс-4» жёстко шлёпает по встречной невысокой волне. У старого «Прогресса» было прекрасное гнутое лобовое стекло, у нового почему-то сделали неэстетичное угловатое из 4-х компонентов. Очень слабы оказались швартовочные ручки-кнехты, у старого «Прогресса» они были более надёжны. «Прогрессы» тяжелей прочих лодок и поэтому требуют для хорошего хода использования винтов с грузовым шагом. Лодка с цельнометаллическим корпусом, изготовленным из дюралюминия, с толщиной обшивки днища 2 мм. Оборудована ветровым стеклом. Водоизмещение в снаряженном состоянии — от 220 до 283 килограммов. Лодка, в зависимости от комплектации, оснащалась тентом, переносным столиком, мягкими подушками для сидений, непотопляемыми вёслами и т. д.
Лодка имеет дистанционное управление двигателем, спроектированное под подвесной мотор «Вихрь». Управление состоит из штурвала и ручек газа-реверса.
Для обеспечения безопасности плавания внутри корпуса установлены три герметичные перегородки, делящие корпус лодки на четыре отсека. Герметичный отсек непотопляемости находится в носовой части и предназначен для удержания лодки на плаву в случае её затопления.
Лодка имеет две стойки с колёсами, а также «водило» (съёмное сцепное устройство), которые позволяют перевозить её, например автотранспортом (на крайне небольшие дистанции), на скорости до 40 км/ч.

## Особенности
«Прогресс-4» отличается от ранних модификаций «Прогрессов» более высокой скулой у форштевня, большей килеватостью днища, большей на 25 см длиной кокпита (за счёт укорачивания палубы), наличием самоотливного рецесса, позволяющего установить два мотора. Цельное гнутое стекло «панорамного» типа у него заменено на прямое (составное).
Ходовые качества лодки «Прогресс-4», благодаря большей килеватости, несколько лучше, чем у «Прогрессов» других модификаций.
Корпус лодки «Прогресс-4» клёпаной конструкции из дюралюминиевых сплавов, с остроскулыми глиссирующими обводами. В носовой запалубленной части мотолодки оборудован багажный отсек с люком на верхней палубе. В кормовой части находится моторный отсек, в котором свободно размещаются два стандартных 22-литровых бака для горючего, инструмент и запасные части. Сверху отсек закрыт самоотливным рецессом. В транце лодки установлен клапан слива воды с дистанционным управлением из кокпита.
Лодка оборудована съёмными креслами с мягкими подушками, складным тентом, ветровым стеклом со стеклоочистителем, рулевым устройством и дистанционным управлением газом и реверсом, подвесным мотором типа «Вихрь», ходовыми огнями.
Была предусмотрена также поставка в торговую сеть стоек с колесами и водила, с помощью которых лодку можно буксировать за легковой автомашиной на небольшие расстояния (не стоит рассматривать как прицеп для перевозки на большие расстояния). Стойки колес снабжены пластинчатыми пружинными амортизаторами.
Выпускался также вариант мотолодки «Прогресс-4Л» с жёсткой рубкой из лёгкого сплава, которая при желании может быть смонтирована самостоятельно (для лодок моделей «Прогресс», «Прогресс-2», «Прогресс-2М», «Прогресс-3» рубка не подходит по размерам кокпита). Размеры рубки в плане — 1,8×1,3 м; масса — около 30 кг. В её крыше предусмотрен открывающийся люк для водителя. Однако рубка съедает большую часть места в кокпите, и открытой остаётся лишь малая его часть.

### Непотопляемость моторной лодки
«Прогресс-4» обеспечивается блоками пенопласта, которые размещены по бортам в корме и под палубой в носу. Полностью залитая водой лодка находится в положении на ровный киль; запаса плавучести достаточно для поддержания около нее 5—6 чел. На транце «Прогресса-4» может быть навешен как один ПЛМ, так и два, однако во втором случае требуется смонтировать дополнительно второй комплект дистанционного управления газом и реверсом и штангу, соединяющую оба мотора для осуществления их синхронного поворота.
Лодка достаточно мореходна — на ней можно выходить в прибрежные зоны морей и водохранилищ при высоте волны до 0,75 м с удалением от берега до 3000 м. Правда, при плавании на волнении «Прогресс-4» забрызгивается, а перегрузки на днище заставляют снижать скорость. Благодаря большой грузоподъёмности и внутренним объёмам «Прогресс-4» пригоден для дальних туристских путешествий с экипажем в 2—3 чел. или для непродолжительных семейных плаваний с экипажем 3—4 чел.
Основные проблемы, с которыми приходится сталкиваться владельцу лодки «Прогресс-4» — повышение её экономичности и скорости за счёт применения «грузовых» гребных винтов, установки двух моторов или подводных крыльев.
Скорость лодки «Прогресс-4» с полной нагрузкой (5 чел.) с мотором «Вихрь-М» (а также «Вихрь-25Р») составляет 22 км/ч со штатным гребным винтом D = 240, Н = 300 мм.
Максимальная скорость лодки Прогресс-4 с мотором «Вихрь-М» — 37 км/ч.
Соответствующие цифры при установке «Вихря-30» — 32 км/ч и 40 км/ч.
В качестве грузового для мотора «Вихрь-М» можно рекомендовать гребной винт с шагом и диаметром по 240 мм, под которым скорость с полной нагрузкой повышается до 32—34 км/ч. Для лодочного мотора «Вихрь-30» оптимален грузовой винт диаметром 240 и шагом 282 мм; скорость с полной нагрузкой повышается до 39,5 км/ч.
С двумя 25-сильными подвесными моторами максимальная скорость «Прогресса» составляет 52 км/ч.
В случае установки мотора мощностью более 30 л. с. или же спарки моторов, необходимо произвести усиление продольного и поперечного силового набора, а также транца.

## История
Мотолодка «Прогресс-4» была спроектирована по мотивам обводов американских деревянных торпедных катеров проекта Elco 80 PT-103 (Patrol Torpedo), которые славились тем, что беспрепятственно проходили минные поля на предельно допустимой скорости в 48 — 52 узла без риска подорваться на морской мине. После окончания Второй Мировой, советские конструкторы по обводам американских торпедных катеров создали свой торпедный катер проекта 183, а впоследствии обводы американцев нашли отражение в «Прогресс-4».
Дюралевый корпус «Прогресса-4» также имеет клёпаную конструкцию, но на днище установлены продольные реданы. Благодаря этому не только повысилась прочность днища, но и улучшилась устойчивость лодки на курсе. Отсекаемая реданами и отбортовкой по скуле вода почти не замывает борта; смоченная поверхность несколько уменьшилась, по сравнению со старой моделью. Для улучшения мореходных качеств и снижения забрызгиваемости кокпита увеличена килеватость днища в носовой части корпуса за счёт подъёма скулы. При испытаниях новая мотолодка легко всходила на волну высотой 0,7-0,8 м, не зарывалась даже при ходе по волне, брызги на пассажиров не попадали.
С учётом многочисленных пожеланий судоводителей-любителей изменена схема окраски. Применены высококачественные краски: днище будет покрываться эмалью ХС-720, палуба и кокпит — эпоксидными эмалями Эп-51. Более разнообразными были и применяемые сочетания цвета. Слани в кокпите сделаны жёсткими и закреплены к шпангоутам; они образуют ровный настил, к которому при помощи специальных прижимов крепятся четыре мягких сиденья; если сиденья снять, а их подушки уложить на настил, получается удобная и просторная постель. Есть и ещё два дополнительных места для пассажиров: это сиденья на рундуках в корме. В носовой части сохранён багажный отсек с водонепроницаемым люком на палубе, но без герметичной выгородки. На панели управления установлены кнопка «стоп» подвесного мотора и выключатель бортовых и клотикового огней, подключенные к соответствующим кабелям.
Ветровое стекло собирается теперь из прямых стекол. В результате удалось избавиться от искажений, имевших место на гнутых стеклах серийного «Прогресса». Одновременно это упрощает и замену стекол. На левой стороне — у поста водителя — установлен стеклоочиститель. Для улучшения обзора при поставленном тенте в его передней части по бокам сделаны откидывающиеся клапаны, а задний клапан расширен. Положение задней дуги по высоте теперь можно регулировать, что облегчает снятие и постановку намокшей ткани тента. Моторный отсек свободно вмещает два стандартных 22-литровых бака для горючего (или один такой бак и две канистры), необходимый инструмент и запасные части. Сверху этот отсек закрыт самоотливным рецессом — выгородкой, предотвращающей попадание в корпус воды через транец, В моторном отсеке имелся клапан слива воды с дистанционным управлением из кокпита. Транец рассчитан на установку подвесного мотора мощностью 30 л. с. или двух моторов до 15 л. с. каждый. В хорошую погоду мотолодка «Прогресс-4» с 25-сильным «Вихрем-М» устойчиво буксирует воднолыжника.
Непотопляемость обеспечивается блоками пенопласта, которые размещены по бортам в корме и в носу под палубой. Даже полностью залитая мотолодка находится в положении на ровный киль и за неё могут держаться плавающие в воде люди.
Устанавливаемая на винтах съёмная разборная рубка весом 30 кг выполнена из алюминиевого сплава и изнутри покрыта мягкой обивкой. Большая площадь остекления обеспечивает хороший панорамный обзор. Сдвинув боковые стекла, откинув крышку верхнего люка и открыв двери рубки, можно устроить хорошую вентиляцию каюты даже в жаркую погоду.
Во всех случаях «Прогресс-4» поступал в продажу укомплектованным вёслами, спасательными концами, непотопляемым черпаком, противопожарным полотнищем и другим необходимым оборудованием и снабжением в соответствии с требованиями существующего типажа. Новую мотолодку, так же, как и старую, можно буксировать за машиной без специального трейлера. Стойки съёмных колес теперь снабжены пластинчатыми пружинными амортизаторами, что обеспечивает необходимую мягкость хода. Водило с шаровым шарниром имеет регулировочное звено для наладки устройства в зависимости от марки буксирующей автомашины.
В 1972 году мотолодку «Прогресс-4» можно было приобрести за 800 рублей. Стоимость «Прогресс-4» в 1975 году — 850 р.